# Strung Out
Strung Out американський панк-рок гурт з міста Сімі-Валлі, Каліфорнія, заснований у 1989. Вони відомі завдяки унікальному музичному стилю, який є сумішшю мелодичного панк-року, прогресивного року та гевіметалу. Гурт видав вісім студійних альбомів на лейблі Fat Wreck Chords а також один концертний альбом, 2 колекції (B-sides), їх пісні часто включають у збірки та скейт/серф відео.
Незважаючи на те, що вони не досягнули аналогічного комерційного успіху, як деякі з їхніх каліфорнійських сучасників під час входження панк-року до мейнстріму у 90-х роках, Strung Out поступово набирали популярність протягом 2000-х років, оскільки основна увага приділяється напрямку до важчих і більш технічних стилів музики, в напрямку техно-панку.

## Історія
Гурт створено у 1989 в місті Сімі-Валлі, Каліфорнія. Початковий склад гурту - вокаліст Джейсон Круз, гітарист Джейк Кейлі та Роб Рамос, бас-гітарист Джим Чері та ударник Адам Остін. Після видання 7" запису з однойменною назвою, вони стали одним з перших гуртів, що підпиали контракт з Fat Wreck Chords, лейблом звукозапису яким володіє та управляє Фетт Майк з гурту NOFX. Остін залишив гурту у 1992 та був замінений Бредом Моррісоном який також залишив гурт та був замінений Джорданом Бернсом, одним з засновників гурту Ten Foot Pole. Їх перший альбом, Another Day in Paradise, був виданий у травні 1994. Suburban Teenage Wasteland Blues виданий у 1996. У 1998 вони видали The Skinny Years...Before We Got Fat, збірку їх матеріалу до підписання з Fat Wreck Chords.
Гурт показав значний ріст якості своєї музики разом з альбомом 1998 року Twisted by Design, який мав швидкий та технічний ритм але також більш темними обертонами.
Басист Джим Чері був звільнений з групи в 1999 році і продовжував грати в Pulley та Zero Down, згодом помер від серцевої недостатності у 2002. Він був замінений Крейгом Рікером (пізніше відомим за його участь в Deadsy), але він не підійшов гурту, тому гурт запросив Кріса Айкена, чий музичний фон мав сильний вплив на восьму пісню з міні-альбому The Element of Sonic Defiance (2000).
У 2002 гурт перевидав їх четвертий студійний альбом An American Paradox, їх перший реліз, що потрапив у Billboard 200. Початкова версія включала бонусну пісню під назвою «Don't Look Back». Музичне відео було знято на пісню «Cemetery», яке використовувалось у кількох панк-рок відео збірках. У 2003 вони записали та видали концертний альбом як частину  серії Live in a Dive від Fat Wreck Chords. Exile in Oblivion, був виданий у 2004, разом з відео знятим на пісню «Analog.» Strung Out видали їх шостий студійний альбом, Blackhawks Over Los Angeles 12 червня 2007.
У березні 2009, Strung Out видав збірку раритетів і бі-сайдів під назвою Prototypes and Painkillers. Альбом є другою також збіркою гурту раніше було видано схожий матеріал у The Skinny Years: Before We Got Fat (1998).
29 вересні 2009, Strung Out видали їх сьомий студійний альбом Agents of the Underground. Він має менш політизований тон на відміну від попереднього альбому, а також містить суміш більш раннього швидкого тону з елементами геві-металу.
19 липня 2011, вони видали збірку Top Contenders: The Best of Strung Out. Вона містить перезаписані версії 23 пісень, та три нові пісні: «City Lights», «Saturday Night», та «Here We Are».
2 серпня 2012, ударник Джордан Бернс повідомив Punknews.org, що Strung Out планує видати новий альбом. Назва Transmission.Alpha.Delta була анонсована як назва нового альбому, початково планувався видати улітку 2014. Проте альбом був виданий 24 березня 2015.
У лютому 2017, Strung Out розпочали роботу над п'яти-пісенним міні-альбомом, під назвою Black Out the Sky, який планувалось видати влітку.

## Учасники гурту
| Поточні учасники - Джейсон Круз — ведучий вокал (1989–дотепер) - Джейк Кейлі — гітара, бек-вокал (1989–дотепер) - Роб Рамос — гітара, бек-вокал (1989–дотепер) - Джордан Бернс — ударні, перкусія (1993–дотепер) - Кріс Айкен — бас-гітара, бек-вокал (1999–дотепер) | Колишні учасники - Джим Чері — бас-гітара, бек-вокал (1989—1999; помер у 2002) - Адам Остін — ударні, перкусія (1989—1992) - Бред Моррісон — ударні, перкусія (1992—1993) |

## Дискографія
Студійні альбоми
- Another Day in Paradise (1994)
- Suburban Teenage Wasteland Blues (1996)
- Twisted by Design (1998)
- An American Paradox (2002)
- Exile in Oblivion (2004)
- Blackhawks Over Los Angeles (2007)
- Agents of the Underground (2009)
- Transmission.Alpha.Delta (2015)

Збірки
- The Skinny Years...Before We Got Fat (1998)
- Prototypes and Painkillers (2009)
- Top Contenders: The Best of Strung Out (2011)

Міні-альбоми
- Crossroads & Illusions (1998)
- The Element of Sonic Defiance (2000)
- Black Out the Sky (2017)

Концертні альбоми
- Live in a Dive (2003)[8]